# Goffer
Goffer (Geomys) – rodzaj ssaków z podrodziny Geomyinae w obrębie rodziny gofferowatych (Geomyidae).

## Rozmieszczenie geograficzne
Rodzaj obejmuje gatunki występujące w Kanadzie, Stanach Zjednoczonych i Meksyku.

## Morfologia
Długość ciała (bez ogona) 115–280 mm, długość ogona 50–120 mm; masa ciała 78–400 g; samce są zazwyczaj większe i cięższe od samic.

## Systematyka
Rodzaj zdefiniował w 1817 roku francusko-amerykański przyrodnik Constantine Samuel Rafinesque w artykule poświęconym opisom siedmiu nowych rodzajów północnoamerykańskich czworonogów, opublikowanym w czasopiśmie The American Monthly Magazine and Critical Review. Rafinesque wymienił dwa gatunki – Geomys pinetis Rafinesque, 1817 i Geomys cinerea Rafinesque, 1817 (= Mus bursarius G. Shaw, 1800) – nie wskazując gatunku typowego; w ramach późniejszego oznaczenia w 1836 roku francuski chirurg i zoolog René Lesson na typ nomenklatoryczny wyznaczył goffera południowowschodniego (G. pinetis).

### Etymologia
- Geomys: gr. γεω- geō- ‘ziemny’, od γη gē „ziemia, grunt”; μυς mus, μυός muos ‘mysz’[14].
- Diplostoma: gr. διπλοος diploos ‘podwójny’, od δυο duo ‘dwa’; στομα stoma, στοματος stomatos ‘usta’[15]. Gatunek typowy: Rafinesque wymienił dwa gatunki – Diplostoma alba Rafinesque, 1817 (= Mus bursarius G.K. Shaw, 1800) i Diplostoma fusca Rafinesque, 1817 = Mus bursarius G.K. Shaw, 1800) – z których gatunkiem typowym jest Diplostoma fusca Rafinesque, 1817 (= Mus bursarius G.K. Shaw, 1800).
- Saccophorus: gr. σακκος sakkos ‘worek’; φερω pherō ‘nosić’[16]. Gatunek typowy (oznaczenie monotypowe): Mus bursarius G.K. Shaw, 1800.
- Pseudostoma: gr. ψευδος pseudos ‘fałszywy’; στομα stoma, στοματος stomatos ‘usta’[17]. Gatunek typowy (oznaczenie monotypowe): Mus bursarius G.K. Shaw, 1800.
- Ascomys: gr. ασκος askos skóra przerobiona na worek’ (tj. kieszeń); μυς mus, μυός muos ‘mysz’[18]. Gatunek typowy (oznaczenie monotypowe): Ascomys canadensis H. Lichtenstein, 1825 (= Mus bursarius G.K. Shaw, 1800).
- Mamgeomyscus: modyfikacja zaproponowana przez meksykańskiego przyrodnika Alfonso Luisa Herrerę w 1899 roku polegająca na dodaniu do nazwy rodzaju ssaków przedrostka Mam (od Mammalia)[19].
- Nerterogeomys: gr. νερτερος nerteros ‘niżej, poniżej’; rodzaj Geomys Rafinesque, 1817[7]. Gatunek typowy (oryginalne oznaczenie): †Geomys persimilis Hay, 1927.
- Parageomys: gr. παρα para ‘blisko, przy’; rodzaj Geomys Rafinesque, 1817[8]. Gatunek typowy (oryginalne oznaczenie): †Parageomys tobinensis Hibbard, 1944.

### Podział systematyczny
Do rodzaju goffer zaliczane są następujące występujące współcześnie gatunki:
| Podrodzaj | Grafika | Gatunek               | Autor i rok opisu           | Nazwa zwyczajowa          | Podgatunki         | Rozmieszczenie geograficzne | Podstawowe wymiary                              | Status IUCN |
| --------- | ------- | --------------------- | --------------------------- | ------------------------- | ------------------ | --- | ----------------------------------------------- | ----------- |
| Geomys    |         | Geomys bursarius      | (G.K. Shaw, 1800)           | goffer równinny           | 8 podgatunków      | Kanada (skrajna południowa Manitoba), na południe przez środkowe Wielkie Równiny w Stanach Zjednoczonych do Nowego Meksyku i Teksasu                                          | DC: 13,5–23 cm DO: 6–12 cm MC: 120–250 g        | LC          |
| Geomys    |         | Geomys texensis       | C.H. Merriam, 1895          | goffer ilasty             | 3 podgatunki       | endemit Stanów Zjednoczonych: środkowy i południowo-środkowy Teksas | DC: 12–21 cm DO: 5–8 cm MC: 155–215 g           | LC          |
| Geomys    |         | Geomys jugossicularis | Hooper, 1940                |                           | 2 podgatunki       | endemit Stanów Zjednoczonych: wschodnie Kolorado, południowo-zachodnia Nebraska i zachodnie Kansas                                                                            | DC: 11,5–19 cm DO: 5,5–10,5 cm MC: 160–185 g    | NE          |
| Geomys    |         | Geomys lutescens      | C.H. Merriam, 1890          |                           | gatunek monotypowy | Sendemit Stanów Zjednoczonych: wschodni Wyoming, zachodnia Nebraska, południowo-zachodnia Dakota Południowa i północno-wschodnie Kolorado                                     | DC: 11,5–19 cm DO: 5,5–10,5 cm MC: 160–185 g    | NE          |
| Geomys    |         | Geomys arenarius      | C.H. Merriam, 1895          | goffer pustynny           | 2 podgatunki       | południowo-środkowe Stany Zjednoczone (południowy Nowy Meksyk i zachodni Teksas) oraz sąsiadujący Meksyk (północno-wschodni Chihuahua)                                        | DC: 13–22 cm DO: 5–10,5 cm MC: 165–255 g        | NT          |
| Geomys    |         | Geomys knoxjonesi     | R.J. Baker & Genoways, 1975 | goffer płowy              | gatunek monotypowy | endemit Stanów Zjednoczonych: zarośla w południowo-wschodnim Nowym Meksyku i przyległym zachodnim Teksasie                                                                    | DC: 11,5–19 cm DO: 5,5–10,5 cm MC: 160–185g     | LC          |
| Geomys    |         | Geomys attwateri      | C.H. Merriam, 1895          | goffer teksaski           | 2 podgatunki       | endemit Stanów Zjednoczonych: trawy na wybrzeżu zatoki w południowo-wschodnim Teksasie                                                                                        | DC: 13–17,5 cm DO: 5–7 cm MC: 130–160 g         | LC          |
| Geomys    |         | Geomys personatus     | F.W. True, 1889             | goffer brunatny           | 6 podgatunków      | południowo-wschodnie Stany Zjednoczone (nierównomiernie w południowym Teksasie, włącznie z wyspami Mustang i Padre) i północno-wschodni Meksyk (północno-wschodni Tamaulipas) | DC: 14–28 cm DO: 6–12 cm MC: 165–400 g          | LC          |
| Geomys    |         | Geomys streckeri      | W.B. Davis, 1943            |                           | gatunek monotypowy | endemit Stanów Zjednoczonych: południowo-zachodni Teksas (na północ od rzeki Rio Grande w hrabstwach Dimmit i Zavala)                                                         | DC: 12–19 cm DO: 7,5–10,5 cm MC: 160–185 g      | NE          |
| Geomys    |         | Geomys tropicalis     | A.E. Goldman, 1915          | goffer tropikalny         | gatunek monotypowy | endmeit Meksyku: południowo-wschodni Tamaulipas (równiny nadmorskie wokół Altamiry i Tampico)                                                                                 | DC: 12–18 cm DO: 6–9 cm MC: 130–250 g           | EN          |
| Geomys    |         | Geomys breviceps      | S.F. Baird, 1855            | goffer mniejszy           | gatunek monotypowy | endemit Stanów Zjednoczonych: północno-środkowa Luizjana (Mer Rouge, Parafia Morehouse)                                                                                       | DC: 13–16 cm DO: 5–7 cm MC: 78–150 g            | LC          |
| Geomys    |         | Geomys brazensis      | W.B. Davis, 1938            |                           | gatunek monotypowy | endemit Stanów Zjednoczonych: południowo-wschodnia Oklahoma, południowo-zachodnie Arkansas, wschodnie Teksas (na wschód od rzeki Brazos) i zachodnia Luizjana                 | DC: 13–16 cm DO: 5–7 cm MC: 78–150 g            | NE          |
| Geomys    |         | Geomys pinetis        | Rafinesque, 1817            | goffer południowowschodni | 2 podgatunki       | endemit Stanów Zjednoczonych: środkowa i południowa Georgia oraz północna i środkowa Floryda                                                                                  | DC: 13–24 cm DO: 5,5–12 cm MC: 135–210 g        | LC          |
| Geomys    |         | Geomys mobilensis     | C.H. Merriam, 1895          |                           | gatunek monotypowy | endemit Stanów Zjednoczonych: środkowa i południowa Alabama | DC: 15,7–17,2 cm DO: 5,8–8,8 cm MC: brak danych | NE          |

Kategorie IUCN:  LC  – gatunek najmniejszej troski,  NT  – gatunek bliski zagrożenia,  EN  – gatunek zagrożony;  NE  – gatunki niepoddane jeszcze ocenie.
Opisano również gatunki wymarłe (jeden podrodzaj i taksony o statusie incertae sedis):
- Nerterogeomys Gazin, 1942
  - Geomys anzensis Becker & J.A. White, 1981[26] (Stany Zjednoczone; pliocen/plejstocen)
  - Geomys garbanii J.A. White & Downs, 1961[27] (Stany Zjednoczone; plejstocen)
  - Geomys paenebursarius Strain, 1966[28] (Stany Zjednoczone; plejstocen)
  - Geomys persimilis Hay, 1927[29] (Stany Zjednoczone; plejstocen)
  - Geomys smithi Hibbard, 1967[30] (Stany Zjednoczone; pliocen)
- Incertae sedis
  - Geomys adamsi Hibbard, 1967[31] (Stany Zjednoczone; pliocen)
  - Geomys bisulcatus Marsh, 1871[32] (Stany Zjednoczone; pliocen)
  - Geomys carranzai (Lindsay & Jacobs, 1985)[33] (Meksyk; pliocen)
  - Geomys floralindae Martin, Peláez-Campomanes, Honey, Marcolini & Akersten, 2011[34] (Stany Zjednoczone; pliocen)
  - Geomys parvidens B. Brown, 1908[35] (Stany Zjednoczone; plejstocen)
  - Geomys quinni McGrew, 1944[36] (Stany Zjednoczone; plejstocen)
  - Geomys tobinensis (Hibbard, 1944)[37] (Stany Zjednoczone; plejstocen)
  - Geomys tyrioni Martin, 2016[38] (Stany Zjednoczone; plejstocen)